# بوب فرويز
بوب فرويز هو لاعب هوكي الجليد كندي، ولد في 30 يونيو 1958 في سانت كاثرينز في كندا.

## وصلات خارجية
- بوب فرويز على موقع دوري الهوكي الوطني (الإنجليزية)
- بوب فرويز على موقع قاعة مشاهير الهوكي (لاعب أن.إتش.أل) (الإنجليزية)
- بوب فرويز على موقع EliteProspects.com (الإنجليزية)
- بوب فرويز على موقع HockeyDB.com (الإنجليزية)
- بوب فرويز على موقع Hockey-Reference.com (الإنجليزية)